# Movimiento Electoral del Pueblo (Aruba)
El Movimiento Electoral del Pueblo (MEP) (en papiamento:Movimiento Electoral di Pueblo) es un partido político socialdemócrata de Aruba.
En las elecciones del 28 de setiembre de 2001, el MEP obtuvo el 52.4% de los votos, y 12 de los 21 escaños en el Parlamento.
El 23 de setiembre de 2005, el partido obtuvo el 43% de los votos, y 11 de los 21 escaños. Siguió en el gobierno, con Nelson Oduber.

## Resultados electorales
| Año  | Votos  | %     | Escaños | +/- | Posición | Gobierno  |
| ---- | ------ | ----- | ------- | --- | -------- | --------- |
| 1971 | 8.095  | 34,37 | 7/21    |     | 2º       | Oposición |
| 1975 | 18.374 | 59,54 | 13/21   | 6   | 1º       | Mayoría   |
| 1979 | 18.551 | 56,60 | 12/21   | 1   | 1º       | Mayoría   |
| 1983 | 20.798 | 57,94 | 13/21   | 1   | 1º       | Mayoría   |

- Datos: Q1288512
- Multimedia: Movimiento Electoral di Pueblo / Q1288512